# Гая Санесі
Гая Санесі (італ. Gaia Sanesi; нар. 1 квітня 1992) — колишня італійська тенісистка.
Найвищу одиночну позицію світового рейтингу — 294 місце досягла 14 липня 2014, парну — 388 місце — 14 вересня 2015 року.
Здобула 5 одиночних та 10 парних титулів туру ITF.

## Фінали ITF

### Одиночний розряд: 13 (5–8)
| Легенда         |
| --------------- |
| турніри $50,000 |
| турніри $25,000 |
| турніри $15,000 |
| турніри $10,000 |

| Фінали за покриттям |
| ------------------- |
| Тверде (0–2)        |
| Ґрунт (5–6)         |
| Трава (0–0)         |
| Килим (0–0)         |

| Результат | Ранг | Дата              | Турнір                   | Покриття | Суперниця          | Рахунок          |
| --------- | ---- | ----------------- | ------------------------ | -------- | ------------------ | ---------------- |
| Поразка   | 1.   | 23 липня 2012     | ITF Горб, Німеччина      | Ґрунт    | Лаура Зігемунд     | 3–6, 0–6         |
| Перемога  | 1.   | 8 липня 2013      | ITF Гечо, Іспанія        | Ґрунт    | Татьяна Буа        | 7–5, 5–7, 7–5    |
| Перемога  | 2.   | 15 липня 2013     | ITF Кнокке, Бельгія      | Ґрунт    | Тесс Суньйо        | 6–3, 6–3         |
| Поразка   | 2.   | 8 червня 2015     | ITF Мансанільйо, Мексика | Тверде   | Джуліана Ольмос    | 1–6, 2–6         |
| Поразка   | 3.   | 21 листопада 2016 | ITF Хаммамет, Туніс      | Ґрунт    | Катаріна Гобгарскі | 1–6, 5–7         |
| Поразка   | 4.   | 4 грудня 2016     | ITF Хаммамет, Туніс      | Ґрунт    | Кароліна Алвес     | 3–6, 0–6         |
| Поразка   | 5.   | 20 травня 2017    | ITF Оейраш, Португалія   | Ґрунт    | Панна Удварді      | 7–6(5), 5–7, 4–6 |
| Перемога  | 3.   | 17 липня 2017     | ITF Тиргу-Жіу, Румунія   | Ґрунт    | Міріам Булгару     | 6–1, 6–2         |
| Поразка   | 6.   | 13 серпня 2017    | ITF Лас-Пальмас, Іспанія | Ґрунт    | Корнелія Лістер    | 4–6, 4–6         |
| Перемога  | 4.   | 12 листопада 2017 | ITF Хаммамет, Туніс      | Ґрунт    | Марі Бенуа         | 6–3, 6–0         |
| Перемога  | 5.   | 19 листопада 2017 | ITF Хаммамет, Туніс      | Ґрунт    | Варвара Грачова    | 6–3, 6–4         |
| Поразка   | 7.   | 18 лютого 2018    | ITF Анталія, Туреччина   | Тверде   | Ребекка Маріно     | 2–6, 1–6         |
| Поразка   | 8.   | 8 квітня 2018     | ITF Джексон, США         | Ґрунт    | Ангеліна Калініна  | 0–6, 1–6         |

### Парний розряд: 20 (10–10)
| Легенда         |
| --------------- |
| турніри $60,000 |
| турніри $25,000 |
| турніри $15,000 |
| турніри $10,000 |

| Фінали за покриттям |
| ------------------- |
| Тверде (1–2)        |
| Ґрунт (9–8)         |
| Трава (0–0)         |
| Килим (0–0)         |

| Результат | Ранг | Дата            | Турнір                      | Покриття  | Партнерка             | Суперниці                                    | Рахунок             |
| --------- | ---- | --------------- | --------------------------- | --------- | --------------------- | -------------------------------------------- | ------------------- |
| Поразка   | 1.   | 21 січня 2013   | ITF Анталія, Туреччина      | Ґрунт     | Наталія Костич        | Лі Чін А Ю Мі                                | 3–6, 1–6            |
| Поразка   | 2.   | 11 березня 2013 | ITF Мадрид, Іспанія         | Ґрунт     | Джулія Суссарелло     | Євгенія Пашкова Яна Сізікова                 | 6–3, 3–6, [5–10]    |
| Перемога  | 1.   | 18 березня 2013 | ITF Мадрид, Іспанія         | Ґрунт (i) | Лусія Сервера Васкес  | Татьяна Буа Арабела Фернандес Рабенер        | 7–5, 6–3            |
| Поразка   | 3.   | 20 травня 2013  | ITF Жирона, Іспанія         | Ґрунт     | Джулія Суссарелло     | Івонне Кавальє Реймерс Лусія Сервера Васкес  | 6–7(4), 4–6         |
| Поразка   | 4.   | 17 червня 2013  | ITF Алкмар, Нідерланди      | Ґрунт     | Бернарда Пера         | Кім ван дер Горст Монік Зюр                  | 3–6, 6–7(5)         |
| Поразка   | 5.   | 23 вересня 2013 | ITF Севілья, Іспанія        | Ґрунт     | Сесілія Коста Мольгар | Паула Крістіна Гонсалвеш Флоренсія Молінеро  | 3–6, 5–7            |
| Поразка   | 6.   | 13 січня 2014   | ITF Шарм-еш-Шейх, Єгипет    | Тверде    | Десіпна Папаміхаїл    | Меліс Сезер Іпек Сойлу                       | 6–4, 4–6, [3–10]    |
| Перемога  | 2.   | 24 серпня 2015  | ITF Брауншвейг, Німеччина   | Ґрунт     | Мана Аюкава           | Shaline-Doreen Pipa Анастацья Росновска      | 3–6, 7–6(5), [10–4] |
| Перемога  | 3.   | 31 серпня 2015  | ITF Барселона, Іспанія      | Ґрунт     | Альона Большова       | Естрелья Кабеса Кандела Олександра Корашвілі | 6–3, 6–4            |
| Перемога  | 4.   | 15 січня 2016   | ITF Фор-де-Франс, Мартиніка | Тверде    | Жаклін Крістіан       | Еміна Бектас Зое Гвен Скандаліс              | 7–6(5), 7–6(5)      |
| Поразка   | 7.   | 22 січня 2016   | ITF Петі-Бур, Гваделупа     | Тверде    | Жаклін Крістіан       | Розалі ван дер Гук Келлі Верстег             | 6–7(5), 1–6         |
| Перемога  | 5.   | 2 травня 2016   | ITF Пула, Італія            | Ґрунт     | Федеріка Арсідьяконо  | Вероніка Наполітано Анна-Джулія Ремондіна    | 6–4, 6–1            |
| Перемога  | 6.   | 4 березня 2017  | ITF Хаммамет, Туніс         | Ґрунт     | Наташа Пілуду         | Домінік Карреґат Сандра Заневська            | 6–3, 6–2            |
| Поразка   | 8.   | 9 квітня 2017   | ITF Хаммамет, Туніс         | Ґрунт     | Фернанда Бріто        | Аліче Балдуччі Джорджія Маркетті             | 6–2, 3–6, [2–10]    |
| Перемога  | 7.   | 20 травня 2017  | ITF Хаммамет, Туніс         | Ґрунт     | Мартіна Спігареллі    | Сара Бет Ґрей Олівія Ніколлс                 | 6–0, 6–2            |
| Перемога  | 8.   | 9 червня 2017   | ITF Мадрид, Іспанія         | Ґрунт     | Міхаела Був           | Анхела Фіта Болуда Ксенія Кузнецова          | 6–4, 6–3            |
| Поразка   | 9.   | 6 серпня 2017   | ITF Порту, Португалія       | Ґрунт     | Лукреція Стефаніні    | Емілі Арбутнотт Еміліе Франкаті              | 4–6, 3–6            |
| Поразка   | 10.  | 8 квітня 2018   | ITF Джексон, США            | Ґрунт     | Шанель Сіммондс       | Саназ Маранд Вітні Озугве                    | 1–6, 3–6            |
| Перемога  | 9.   | 24 лютого 2019  | ITF Анталія, Туреччина      | Ґрунт     | Камілла Скала         | Крістіна Діну Іріна Фетекеу                  | 6–7, 6–4, [10–8]    |
| Перемога  | 10.  | 23 червня 2019  | ITF Клостерс, Швейцарія     | Ґрунт     | Ліза Сабіно           | Леонія Кюнг Ізабелла Шинікова                | 3–6, 6–1, [10–6]    |